# 巴特尔轰炸机
巴特尔（英文：Fairey Battle）轰炸机是英国第二次世界大战早期的轻型三座轰炸机。在假战中“巴特尔”取得了皇家空军二战中第一个空战战果（击落一架梅塞施密特Bf109）。但到1940年5月，巴特尔每次任务的损毁率达到了50%。1940年底，巴特尔停止执行作战任务，改为教练机。由于速度缓慢、飞行性能差、装甲薄弱等原因，被认为是“皇家空军最令人失望的轰炸机之一”
。

## 设计建造
“巴特尔”轻型轰炸机是设计师马塞尔·洛贝尔应设计任务书P.27/32要求设计的。该任务书要求设计一种双座单发单翼的日间轰炸机。作为双翼的霍克“雄鹿”与“雌鹿”轰炸机的后继机，这种新飞机被要求能携带454千克（1,000磅）的炸弹以322千米/小时（200英里/小时）的速度飞行1,609千米（1,000英里）。“巴特尔”的原型机于1936年3月10日首飞。由于“巴特尔”达到了各项指标，同时英国正在积极备战，“巴特尔”获得了2,419架的订单，首批建造155架（根据修改后的P.23/35号任务计划书）。
首架“巴特尔”于1937年6月在米德尔塞克斯郡的海耶斯镇制造， 随后的生产被转移到费尔雷公司在斯托克波特的希顿查普尔的新工厂进行,并在曼彻斯特灵韦的工厂进行测试。之后奥斯汀汽车公司根据任务计划书P.32/36在其位于朗布里奇的“影子工厂”中生产了1,029架“巴特尔”。
到1940年9月“巴特尔”生产线被提前关闭时，“巴特尔”共生产了2,185架。

## 性能特点
“巴特尔”是一种三座轻型轰炸机。该机机身细长，采用下单翼布局，机身蒙皮全为金属材质，最初的136架采用了轻合金与应力蒙皮。该机采用串连座舱设计，更类似大型战斗机而非轰炸机。“巴特尔”有三名乘员，分别为飞行员、炮手和导航员。武器为2挺机枪与1,000磅炸弹，与布里斯托“布伦海姆”轻型轰炸机类似。“巴特尔”的自卫火力仅有一挺“勃郎宁”机枪与一挺后射的Vickers K机枪，这极大地影响了其生存能力 。“巴特尔”采用勞斯萊斯梅林引擎，不同型号使用不同的发动机（包括“默林”I、II、III、V）。该机无座舱装甲与自封油箱。“巴特尔”机翼中的弹仓可携带4枚110公斤（250磅）炸弹，翼下挂架可携带230公斤（500磅）炸弹。
1937年“巴特尔”进入皇家空军服役，取代了霍克“雄鹿”与“雌鹿”轰炸机，但由于战斗机技术的迅速发展，“巴特尔”的性能显得相对落后。

### 性能数据
参考资料：Fairey Aircraft since 1915
基本信息
- 机组：3

性能
- 爬升至1,520米（5,000英尺）: 4分6秒

武器

- 機槍：

巴特尔三视图

  - 1门7.7毫米（0.303英寸）勃朗宁机枪
  - 1门7.7毫米（0.303英寸）Vickers K机枪
- 炸彈：

  - 4枚 250磅炸弹
  - 500磅炸弹

## 主要型号
- 费尔雷日间轰炸机：原型机，代号K4303
- 巴特尔 MK I：最初生产型，采用罗尔斯-罗伊斯“默林”I型发动机，共生产136架。
- 巴特尔 MK II：采用罗尔斯-罗伊斯“默林”II型发动机
- 巴特尔 MK V：采用罗尔斯-罗伊斯V型发动机
- 巴特尔 T：1940年5月后由MK I、MK II、MK V改装而成的教练机。
- 巴特尔 IT：加装了后方炮塔的教练机。
- 巴特尔 IIT：由1架“巴特尔” MK I改装而成的新式轰炸机的原型机，使用1具840马力怀特“旋风”R-1820-G38发动机。[10]
- 巴特尔 TT：由“巴特尔”改装的曳靶机，共生产100架。
- 巴特尔 TT.MKI：由“巴特尔”改装的曳靶机，最终生产型，共生产226架。

## 装备情况
- 澳大利亚皇家空军装备了364架（一说366架）“巴特尔”，其中30架为曳靶机，除4架外均在澳大利亚组装。[11]

 比利时
- 比利时空军装备了18架“巴特尔”。这些飞机由比利时阿翁斯·费尔雷公司生产，装备“默林”III 型发动机，装备比利时空军第5、7中队，特征是发动机散热器的位置更靠前。[11]

 加拿大
- 加拿大皇家空军装备了739架“巴特尔”。

 爱尔兰
爱尔兰空军装备了一架俘获的V1222号“巴特尔”。
 希腊
- 希腊空军装备了12架“巴特尔”。

 波蘭
驻英国波兰空军中装备“巴特尔”的单位：
- 第300波兰轰炸机中队Ziemi Mazowieckie
- 第301波兰轰炸机中队 Ziemi Pomorskiej
- 第304波兰轰炸机中队Ziemi Śląskiej im. Ks. Józefa Poniatowskiego
- 第305波兰轰炸机中队Ziemi Wielkopolskiej im. Marszałka Józefa Piłsudskiego

 南非
- 南非空军第11飞行中队装备了“巴特尔”，共161架,[11]。

 土耳其
- 土耳其空军装备了29架“巴特尔”。

 英国
英国皇家空军中装备“巴特尔”的单位：
| - 皇家空军第12飞行中队 - 皇家空军第15飞行中队 - 皇家空军第35飞行中队 - 皇家空军第40飞行中队 - 皇家空军第52飞行中队 - 皇家空军第63飞行中队 - 皇家空军第88飞行中队 - 皇家空军第98飞行中队 - 皇家空军第103飞行中队 | - 皇家空军第105飞行中队 - 皇家空军第106飞行中队 - 皇家空军第141飞行中队 - 皇家空军第142飞行中队 - 皇家空军第150飞行中队 - 皇家空军第185飞行中队 - 皇家空军第207飞行中队 - 皇家空军第218飞行中队 - 皇家空军第226飞行中队 | - 皇家空军第234飞行中队 - 皇家空军第235飞行中队 - 皇家空军第239飞行中队 - 皇家空军第242飞行中队 - 皇家空军第245飞行中队 - 皇家空军第253飞行中队 - 皇家空军第266飞行中队 - 皇家空军第616飞行中队 |

## 战史

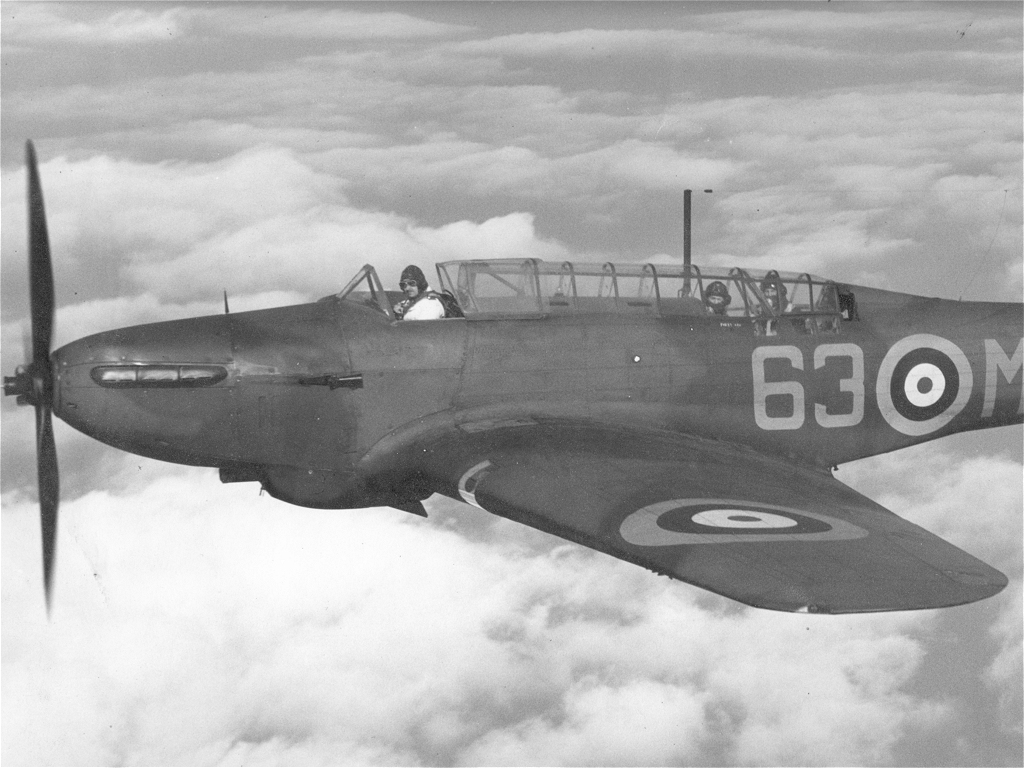
皇家空军第63飞行中队的一架巴特尔，编号K7650/63-M，拍摄于1939年11月

皇家空军第63飞行中队是最早装备“巴特尔”的单位，该中队于1937年6月开始装备“巴特尔”，巴特尔也因此比霍克“飓风”战斗机早几个月成为最早装备“默林”发动机的战机。
到了二战开始时，“巴特尔”与同时代的飞机相比已经落后了，但由于缺少替代品，皇家空军仍然把“巴特尔”作为主力前线轰炸机。1939年9月2日，假战中，皇家空军将10架“巴特尔”部署到法国，组建了一支名为“先遣空中打击力量”的先遣部队。1939年9月20日，一架在亚琛附近巡逻的“巴特尔”上的炮手，士官F. Letchard击落了一架德军的Bf 109，这也是英国皇家空军在二战中的第一个击落记录。
即便如此，德国空军的战斗机仍在性能上远超“巴特尔”。至少在速度方面Bf 109就比“巴特尔”快将近100英里/小时，更不用说“巴特尔”的薄弱自卫火力。 
在法国战役中，“巴特尔”开始执行无护航的低空轰炸任务。这种战术使得“巴特尔”直接暴露在德军战斗机与地面防空火力的打击之下。1940年5月10日“巴特尔”出击时，第一次出击的8架飞机损失了3架。第二次出击的24架“巴特尔”也被击落了10架，幸存轰炸机也大多被击伤。虽然“巴特尔”在只有250英尺的高度投下了炸弹，德军几乎没有受到什么损失。

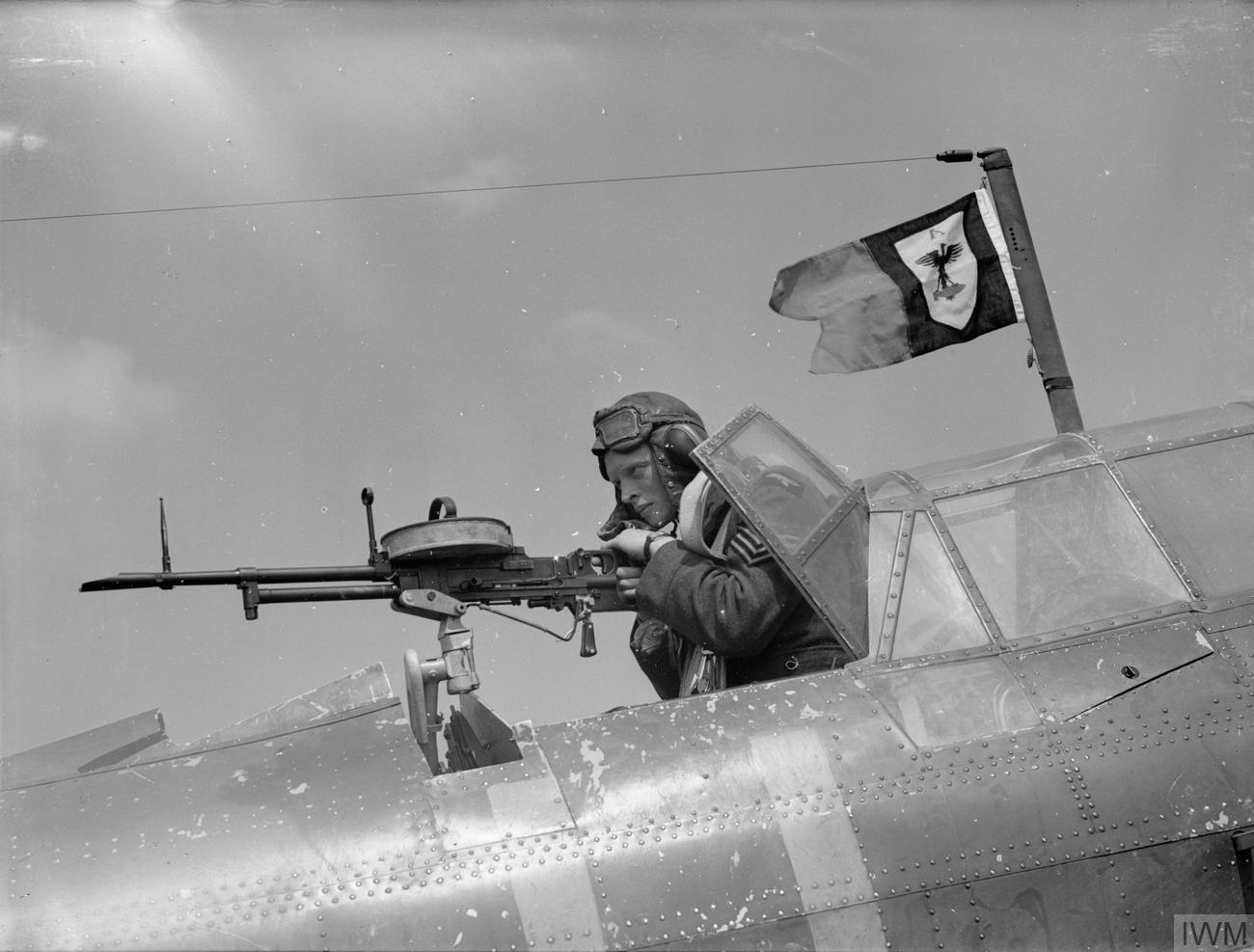
“巴特尔”的后射机枪，拍摄于1940年，法国。

同年5月11日，比利时空军的9架“巴特尔”轰炸了阿尔伯特运河与默兹河上的桥梁，其中6架被击落 ，而当天出发轰炸一个德军纵队的8架英军“巴特尔”只有1架幸存。 第二天皇家空军第12中队的5架轰炸桥梁的“巴特尔”被击落了了4架，剩下1架返回基地迫降。. 编号为P2204（呼号PH-K）的“巴特尔”的飞行员唐纳德·伽兰德中尉与导航员士官汤玛斯·格雷被追授了维多利亚十字勋章，因为他们在面对敌军强大火力的情况下仍然坚持攻击。后炮手二等兵劳伦斯雷诺兹并未获勋。上述战例说明敌军战机与高射炮对“巴特尔”都有很大威胁。虽然伽兰德中尉成功地摧毁了一座桥梁，德军迅速地建立了一座替代的浮桥。  
1940年5月14日的一次试图阻止德军渡过默兹河的行动中，“先遣空中打击力量”派出了其所有的“巴特尔”轰炸了德军在色当的浮桥与桥头堡，结果被击溃。由63架“巴特尔”与8架“布伦海姆”组成的攻击编队损失了40架飞机（35架“巴特尔”） 。从此之后，英军改在夜间轰炸，使损失减少了 。
在不列颠空战中，德国空军的Ju 87“斯图卡”承担了与“巴特尔”相似的作战任务，并同样损失惨重。因此虽然出现了一些成功的轻型低空轰炸机（如“蚊”式、布里斯托“英俊战士”与A-20），低空攻击任务逐渐转由“飓风”、“台风”与P-47等多功能战斗机执行。
1940年6月15日，“先遣空中打击力量”幸存的“巴特尔”被撤回英国。在6周的作战中，有近200架“巴特尔”被击落。仅在5月10日至16日的战斗中就损失了99架“巴特尔”。 随后英国皇家空军组建了装备“巴特尔”的第1飞行大队，还用“巴特尔”装备了在英国的波兰空军。“巴特尔”参加了“霸王”行动。“巴特尔”的最后一次大规模出击是在1940年10月15-16日，波兰空军第301中队的“巴特尔”轰炸了滨海布洛涅，英国皇家空军第12与第142中队的“巴特尔”轰炸了加莱。不久之后，所有装备“巴特尔”的作战单位开始换装“威灵顿”轰炸机。
南非空军也装备了“巴特尔”。到1940年8月，南非空军第11中队获得了至少4架“巴特尔”。这些飞机立即飞往北方参加意属非洲（包括埃塞俄比亚、意属索马里与厄立特里亚）战役，执行轰炸与侦察任务。与在法国时不同，“巴特尔”在非洲主要面对意大利空军的双翼战斗机（菲亚特Cr.32与Cr.42），使“巴特尔”的生存率相对提高了。但“巴特尔”也遭受了一些损失。意大利空军对付“巴特尔”的主要战术是从轰炸机上方以尽量快的速度俯冲进行攻击，争取在轰炸机第一次飞临目标上空时就将其击落。
“巴特尔”执行最后一次作战任务是1940年到1941年4月在希意战争与希腊战争中。英国皇家空军的少量“巴特尔”与希腊空军的12架“巴特尔”作为辅助补充力量执行了轰炸任务。1941年4月中旬到5月底时，大多数“巴特尔”都在雅典附近的塔纳格拉机场与塔托伊机场被德国空军摧毁在地面上。没有记录表明这些轰炸机发挥了作用。